# Карпова Балка
Ка́рпова Ба́лка (крим. Karpova Balka) — село Перекопського району Автономної Республіки Крим. Розташоване на північному заході району.

## Населення
Згідно з переписом УРСР 1989 року чисельність наявного населення села становила 170 осіб, з яких 69 чоловіків та 101 жінка.
За переписом населення України 2001 року в селі мешкали 163 особи.

### Мова
Розподіл населення за рідною мовою за даними перепису 2001 року:
| Мова              | Відсоток |
| ----------------- | -------- |
| російська         | 48,24 %  |
| молдовська        | 21,18 %  |
| кримськотатарська | 18,24 %  |
| українська        | 10,59 %  |
| білоруська        | 0,59 %   |
| гагаузька         | 0,59 %   |
| інші              | 0,57 %   |